# Seznam slovenskih častnikov Jugoslovanske vojske v domovini
Seznam slovenskih častnikov vsebuje vse častnike slovenskega rodu, ki so služili v oboroženih silah Jugoslovanske vojske v domovini.

## Generali (4):
- 1. PREZELJ Ivan - Andrej (Nova vas v Loški dolini, 29. 8. 1895 – Cleveland, 22. 4. 1973), divizijski general JVvD.
- 2. VAUHNIK Vladimir (Svetinje pri Ormožu, 24. 6. 1896 – Argentina, 1955), brigadni general JVvD.
- 3. BURJA Mirko, brigadni general JViD, nazadnje vojaški ataše Kraljevine Jugoslavije v ZDA.
- 4. PROSEN Milan, brigadni general JViD. Milan Prosen je bil rojen leta 1902 v Trnovem pri Ilirski Bistrici. Oče finančni uradnik, po prvi vojni in italijanski zasedbi se je družina preselila v Beograd. Milan je tam zaključil vojne šole, dosegel čin polkovnika, bil imenovan za pribočnika Kraljice Marije Karađorđević do njene smrti. Pred koncem vojne je novačil Slovence in Hrvate, ki so jih zavezniki ujeli kot italijanske vojake, za kraljevo vojsko. Po vojni se je ukvarjal s turizmom.

## Polkovniki (6):
- 1. KLINAR Anton - Hren, kapetan bojne ladje, namestnik poveljnika Jugoslovanske vojske v Sloveniji
- 2. KOKALJ Anton - Tonči, poveljnik Slovenskega narodnega varnostnega zbora – primorskega domobranstva, prestopil k slovenskim četnikom
- 3. NOVAK I. Karl, generalštabni major in načelnik planinske brigade v Škofji Loki, najprej načelnik štaba, pozneje poveljnik JVvD.
- 4. MAISTER Hrvoj, rez. kapetan 2. razreda VKJ, po kapitulaciji aprila 1941 se je pred Nemci umaknil v Italijo, sodelavec slovenskega RK za repatriacijo, zavezniški obveščevalec in pripadnik JViD, 1944 ga je gestapo v Trstu aretiral in poslal v Buchenwald, po osvoboditvi je bil do 1951 analitik in nazadnje menda celo načelnik Glušičevega ObC v Salzburgu; pozneje je bil urednik in napovedovalec slovenskega radia v Parizu; repatriranec in francoski državljan, govoril je več jezikov, pokopan je v Mariboru.
- 5. PETERLIN Ernest - Logar, generalštabni topniški podpolkovnik VKJ, načelnik statističnega oddelka GŠ in načelnik štaba Zetske divizije, poveljnik Slovenske legije.
- 6. STROPNIK Franc, generalštabni polkovnik, nazadnje vojaški ataše v Romuniji. Po kapitulaciji VKJ je bil član vojaške jugoslovanske misije v Palestini oziroma pripadnik JViD. Leta 1944 je bil drugi kandidat za glavnega poveljnika Slovenskega četništva, kot sposoben in nekompromitiran častnik.

## Podpolkovniki (6):
- 1. BITENC Mirko - Triglavski, Težan Mirko, Arko, poveljnik Notranjskega četniškega odreda, od junija 1944 poveljnik vzhodne Slovenije in namestnik četniškega poveljnika »generala Račiča«, maja 1945 na Koroškem povišan v čin polkovnika kot načelnik štaba Slovenske narodne vojske, leta 1948 obsojen na t. i. Bitenčevem procesu v Ljubljani.
- 2. DEŽMAN Josip, poveljnik novomeške skupine.
- 3. GLUŠIČ Andrej - Gričar Andrej, Vojin in ing. Janković, kapetan geodetske službe VKJ, od maja do avgusta 1943 načelnik odseka za propagando poveljstva JVvD, poveljnik zahodne Slovenije, od aprila 1944 načelnik štaba poveljstva Slovenije, jeseni 1944 so ga Nemci kot načelnika Dos aretirali in poslali v Dachau, od 1946 vodil v Salzburgu GObC – (ameriški) obveščevalni center proti SFRJ in bil obenem poveljnik Matjaževe vojske 1945–1950, po 1951 odšel v ZDA in postal polkovnik ameriške vojske. * 4. PERHINEK Rudolf - čika Rade, srbski četnik, referent v štabu Draže Mihailovića, pomagal partizanom pri napadu na Berane v Črni gori, pozneje načelnik štaba v Starem Rasu, delegat VP v Sandžaku in Črni gori. Imel je psevdonime: Biagi, Ki-Ki, Rade Berginc (pri sodelovanju z Italijani), Rade Perišin.
- 5. SIRNIK Janko, načelnik organizacijskega štaba JVvD.
- 6. VIZJAK Milko, nazadnje namestnik poveljnika Slovenske narodne vojske, vrnjen v domovino in 1946 obsojen na 20 let zapora.

## Majorji (16):
- 1. ANDREE Slavko, generalštabni častnik VKJ, vodja zavezniške intendantske baze v Bariju do marca 1945, nato vodja ameriškega Cic v Trstu.
- 2. BENEDIK dr. Valentin - Skalar, rez. major, načelnik štaba JViD.
- 3. DEBELJAK Janko, poveljnik Primorskega odreda.
- 4. DEROK Ivan - Jovan, poveljnik topništva v Kraljevu 1941.
- 5. DRŽAN Albin - Iztok, major, intendant poveljstva JVvD v Sloveniji, nazadnje pribočnik podpolkovnika Karla Novaka v Italiji.
- 6. FREGL Ivan, med začetniki ravnogorskega gibanja v Sloveniji, srbski četnik, referent v štabu in osebni pribočnik generala Draže Mihailovića, 1941 so ga Nemci ujeli in ustrelili, skupaj z majorjem Aleksandrom Mišićem, sinom znanega srbskega vojvode.
- 7. GRBEC Josip - Grba (šifri 509 in 585), načelnik radijskega centra VP JVvD (po smrti Josipa Pevca).
- 8. GRUM Franc, pripadnik lažnega »štajerskega bataljona«, poveljnik Notranjskega četniškega odreda (spomladi 1944), vodja domobranskega ObC v Velikih Laščah, po 1945 član ObC v Salzburgu in vodja ObC 307 v Celovcu, emigriral v ZDA in postal ugleden znanstvenik.
- 9. HEINRIHAR Franc, rez. major, član kvizlinškega sosveta, pripadnik Dos, skrbel za finance in donator (tovarnar iz Škofje Loke).
- 10. KOPRIVICA Danilo - Borut, orožniški major, Črnogorec, poveljnik Dolenjskega, pozneje Centralnega četniškega odreda (poražen pri Grčaricah).
- 11. KRIŽ Ladislav, vodja obveščevalne službe JVvD, spomladi 1944 so ga Nemci aretirali.
- 12. KUHAR Josip - Slobodan, kapetan VKJ, najprej bil pri četnikih, potem pri domobrancih, po 1945 prvi načelnik ObC 303 (tudi 305) v Trstu in ObC 505 v Gorici, načelnik za zveze v GObC v Salzburgu.
- * 13. MARN Janez - Črtomir Mrak, poveljnik 1. bataljona Dolenjskega partizanskega odreda, partizanski dezerter – s celo enoto je prešel na četniško stran, poveljnik Mirenskega četniškega odreda (spomladi 1944 sodeloval z Nemci, menda jim je decembra 1944 predal 17 zavezniških letalcev za 20.000 RM).
- 14. PIPAN, srbski četnik, referent v štabu Draže Mihailovića.
- 15. SODJA ing. Jože, vodja četniške Državne obveščevalne službe v Sloveniji – Dos (sodeloval z brigadnim generalom Vladimirjem Vauhnikom).
- 16. VILFAN Boris - Zmaj od Bosne, kapetan korvete, načelnik obveščevalnega centra v Hercegnovem.

## Kapetani (27):
- ABRAM Stanko - Blaž (Blagoslav), poveljnik bataljona Centralnega četniškega odreda;
- ANKELE Franc;
- ARŠIČ Jure, orožniški kapetan;
- BAT Roman, član ravnogorskega odbora v Kranju;
- BOBEK Stane - Mostar Marko, poveljnik Notranjskega odreda;
- CAPUDER dr. Josip;
- CERKVENIK Albin - Triglav, poveljnik Ljubljanskega odreda;
- DRČAR Ivan, generalštabni kapetan VKJ, po 1943 pri domobrancih – načelnik organizacijskega štaba, po 1945 kot podpolkovnik »Ivan Bučar« prvi vodja ObC 101 v Celovcu in poveljnik Matjaževe vojske za Koroško;
- FAJDIGA Vojko;
- GLOBELNIK Edmond - Tanasko;
- ILOVAR Albert - Kranjc, pred vojno pomočnik protiobveščevalnega centra VKJ v Ljubljani, pribočnik majorja Novaka, pozneje pristopil k domobrancem;
- JAVORNIK, član ravnogorskega odbora v Kamniku;
- JEREBIČ Franc, poveljnik Gorenjskega odreda, padel 4. 10. 1944 pri Zalogu;
- KOVAČ Avgust - Jager, kapetan – pilot VKJ, obveščevalec pri domobrancih, pozneje agent IS, po 1945 član Glušičevega ObC in vodja ObC 400 v Gradcu;
- KRANJC Milan - Kajtimir, poveljnik l. četniškega odreda in namestnik poveljnika Centralnega četniškega odreda;
- LESJAK Josip - Lampe, vodja protiobveščevalnega centra VKJ v Ljubljani, prvi pomočnik majorja Novaka, jeseni 1942 so ga ustrelili domobranci v Bizoviku;
- PIRIH Milko, poveljnik Gorenjskega četniškega odreda julija 1944 in načelnik štaba četniške Gorske divizije na Primorskem;
- PREKORŠEK Tugomir - Keler, načelnik centra za zveze v VP JVvD, specialni kurir za Slovenijo, pozneje pri podpolkovniku Novaku v Italiji, intendant baze v Bariju pri majorju Andreju, umrl kot emigrant v Argentini;
- RESMAN, nadučitelj, namestnik poveljnika novomeške skupine;
- RUPNIK Eugen - Vuk, poveljnik Paračinske četniške brigade in odreda Beli orel v Drinskem četniškem območju;
- ŠIJANEC Ernest - Cvetko;
- ŠUŠTERIČ Bojan - Slobodan, srbski četnik – prvoborec, poveljnik leteče brigade Resavskega četniškega korpusa, ujet in ustreljen novembra 1944 v Paračinu;
- ŠUŠTERIČ Josip – Joso Slovenac, pripadnik Pivkovega Dobrovoljskega jugoslovanskega odreda, rez. kapetan 1. razreda, obveščevalni sodelavec Draže Mihailovića, srbski četnik – prvoborec, predsednik ravnogorskega odbora v vasi Popovac pri Paračinu, zaprt s strani Ozne januarja 1945 in likvidiran;
- ŠUŠTERIČ Uroš - Slovenac, Green, slovenski četnik v Srbiji – prvoborec, poveljnik čete spremljevalnega bataljona Velikomoravske skupine korpusov, pribočnik ameriške vojne misije, januarja 1945 ga je Ozna ujela in obsodila na 2 leti zapora, publicist in borec za četniške pravice; od maja 2007 četniški vojvoda »Triglavski«;
- TEPLY Marjan - Radko;
- VOŠNAR Pavle - Bojan, prvi poveljnik za Notranjsko, poveljnik bataljona Centralnega četniškega odreda, in
- ŽNIDARŠIČ Ervin.

## Poročniki (32):
BERCE Boris - Perun; BIZJAK Jože; BLAŠKO dr. Vinko, vodja četniškega oddelka v Celju; BRULC Alojzij; COTIČ Radko - Vuk, pribočnik majorja Novaka v Rimu; COTIČ Vojin; DRINOVEC Jože; FARKAŠ Vjekoslav - Tip, obveščevalec VP iz Beograda; GOSPODARIČ Ferdo, poveljnik Šentruperta;ILIJA Lojze, šef propagandnega odseka, prej pri domobrancih; KARANOVIĆ Peter, prvi poveljnik Suhe krajine; KRALJ Alfred - Dimitrij, načelnik obveščevalnega oddelka za Slovenijo pri Dinarskem četniškem območju; KOVAČIČ Stanko; KOROŠEC Ivan, pripadnik »Štajerskega bataljona« na Gorjancih, publicist; KRČ Štefan - ZABRET Janez; LAVRIČ Alojz; LAJOVIC S. Dušan, načelnik 303. ObC v Trstu, publicist; MARINČIČ Vinko; MELAHER Jože - Zmagoslav, poveljnik Štajerskega četniškega odreda, umrl v ZDA kot emigrant; NANUT, pribočnik podpolkovnika Dežmana; NOT Stanko - Miloš, intendant Centralnega četniškega odreda; PETAR Jakob; PIPAN Ernest - Perić Slavko, obveščevalec v homoljskem okraju v Srbiji; Jože - Gorjan, poročnik VKJ, pomočnik poveljnika v Notranskem četniškem odredu (pri Marnu), poveljnik Notranjskega četniškega odreda, poveljnik bataljona v SNV (1945), operativec Glušičevega ObC, načelnik ObC 309 (tudi 400) v Gradcu, uslužbenec ambasade ZDA v Münchenu, pozneje emigriral v ZDA; PEVEC Jože - Ahil (Bojan), načelnik radijskega centra VP JVvD; RUS Srečko – Srač, pomočnik načelnika Dos; SLANC Rado - Zasavec, prvi poveljnik Žužemberka, pozneje načelnik intendantskega oddelka za Slovenijo pri Dinarskem četniškem območju; STAMENKOVIĆ Ljubomir, prvi poveljnik Novega mesta; STERNIŠA Marjan - Pribin, po smrti Milana Kranjca prevzel poveljstvo četniškega odreda; STOJAN Ivan - Grgur; TOMAŽIČ Drago - Cigo, tudi Štajerc, namestnik poveljnika 1. četniškega odreda (»Štajerskega bataljona«); ŽAGAR Albert - Ivan, narednik VKJ, propagandist v štajerskem četniškem odredu, po 1945 vodja križarske skupine v okolici Celja.

## Podporočniki (16):
BAVDAŽ Alojz - Ataman; CIHELJKA Lojze - Čiro; DOBNIK Ferdinand - Gorazd; HLEBEC Jože - Krpan, poveljnik prvega Gorenjskega odreda 1943; JAMNIK Anton, poveljnik Šentjanža; KLEMENČIČ Franc; KRAMAR Gabrijel - Jelko; PAVLIČ Marjan - Svarun (Gopard), prej mornariški podčastnik, poveljnik četniške skupine za Trst in Gorico; PAVLIN Peter; PETERNEL Ivan - Janez, radiotelegrafist VP; PETAR Jakob; PETROVIĆ Martin - Davorin; PREČANICA Vasilije (vojaški uslužbenec); RUSJAN Aleksander - Saša; SREBOTNJAK Ivan - Vane in ŽITNIK Franc.

## Kurati (3):
ROBIČ dr. Pavle, Gorenjski četniški odred, ŠINKAR Anton - Tonček, Centralni četniški odred, in LAVRIH Ivan.